# باول فلورا
باول فلورا (بالألمانية: Paul Flora)‏ هو مصمم طوابع البريد ورسام توضيحي وكاتب ومؤلف نمساوي، ولد في 6 يونيو 1922 في Glurns ‏ في إيطاليا، وتوفي في 15 مايو 2009 في إنسبروك في النمسا.

## وصلات خارجية
- باول فلورا على موقع IMDb (الإنجليزية)
- باول فلورا على موقع مونزينجر (الألمانية)